# Heroltovice
Heroltovice (německy Herlsdorf) je malá vesnice, součást obce Město Libavá, spolu s nímž byla k 1. lednu 2016 vyčleněna z vojenského újezdu Libavá v okrese Olomouc. Leží za severozápadním okrajem újezdu. Prochází zde silnice II/444. V roce 2009 zde bylo evidováno 17 adres.

## Historický přehled
Heroltovice byly původně samostatnou obcí. První zmínka o nich pochází z roku 1456 a byly založeny jako hornická osada, patřící k Olomouckému biskupství. Stála zde kaple rolnického patrona sv. Isidora, pocházející z roku 1770. Teprve roku 1802 byla postavena budova školy. Podle sčítání z roku 1930 měla obec 43 domů a 250 obyvatel, v roce 1939 však měla o 22 méně. Po druhé světové válce došlo k odsunu zdejšího německého obyvatelstva, místo kterých přicházelo obyvatelstvo z jiných částí tehdejšího Československa. Následně byla obec s celým svým katastrem o rozloze 631,52 ha začleněna do nově zřízeného vojenského újezdu Březina a jako jedna z mála začleněných vesnic přežila do současnosti, třebaže se v ní zachovalo jen několik původních domů. Místo zbořených domů zde vznikly bytovky. K 20. prosinci 2002 byl katastr Heroltovic zrušen a začleněn do nově rozšířeného katastrálního území Město Libavá o výměře 81,34 km2. V roce 2001 zde trvale žilo 126 obyvatel. V roce 2005 žilo v Heroltovicích 122 obyvatel.
Ministerstvo obrany pod vedením Alexandra Vondry přišlo v dubnu 2011 s plánem na optimalizaci vojenských újezdů, která v praxi znamená jejich zmenšení spolu s vyčleněním zbývajících sídelních celků. V roce 2012 se obyvatelé Heroltovic a blízkého Města Libavá zúčastnili ankety o vzniku samostatné obce, ve které se vyslovili pro její vznik. K 1. lednu 2016 tak vznikla obec Město Libavá s částí Heroltovice. V rámci příprav na zmenšení vojenského újezdu byly z dosavadního k. ú. Město Libavá vyčleněny pozemky nově zřízených k. ú. Dřemovice u Města Libavá a Předměstí u Města Libavá, které i nadále zůstanou součástí vojenského újezdu. Součástí k. ú. Dřemovice u Města Libavá se stala i jižní část již dříve zrušeného katastru bývalé obce Heroltovice.